# Konferenz von Peza
Die Konferenz von Peza am 16. September 1942 war ein Treffen albanischer Partisanen, die gegen die Besatzungstruppen der Achsenmächte kämpften. Die Initiative dazu war von der Kommunistischen Partei ausgegangen. Während der Zusammenkunft im Dorf Peza westlich von Tirana beschlossen die Repräsentanten verschiedener Widerstandsgruppen, eine gemeinsame nationale Befreiungsbewegung zu bilden. Zu deren Leitung wurde ein aus acht Mitgliedern bestehender Rat gewählt. Ihm gehörten so unterschiedliche Personen wie der KP-Chef Enver Hoxha und der Monarchist Abaz Kupi an. 
Nach der Konferenz von Peza gelang es den verschiedenen Gruppierungen kaum, gemeinsame Aktionen gegen die Besatzer zu unternehmen. Ein Teil der Widerstandskämpfer – jene, die sich später in der Balli Kombëtar organisierten – blieben der nationalen Befreiungsbewegung überhaupt fern. Um die militärische Koordination der Partisanengruppen zu verbessern, wurde ein Jahr später das Abkommen von Mukja geschlossen.